# Pinus tecunumanii
Pinus tecunumanii (Сосна текунуманська) — вид сосни роду сосна родини соснових.

## Поширення
Країни зростання:
Беліз, Сальвадор, Гватемала, Гондурас, Мексика (Чьяпас, Оахака), Нікарагуа, Панама.
Низькі групи цих рослин зростають на високій висоті 1500—2900 м, та низькі їхні групи на висоті від 500—1500 метрів.

## У промисловості
Сосна текунуманська вирощується в декількох субтропіках для паперової промисловості. Вирощуванням випробували, показали, що високі висоти є найбільш продуктивними. Добре росте в Колумбії, Венесуелі, Бразилії і Південній Африці.